# (2339) Anacréon
(2339) Anacréon, désignation internationale (2339) Anacreon, est un astéroïde de la ceinture principale.

## Description
(2339) Anacréon est un astéroïde de la ceinture principale. Il fut découvert par Cornelis Johannes van Houten, Ingrid van Houten-Groeneveld et Tom Gehrels le 24 septembre 1960 à l'observatoire Palomar. Il présente une orbite caractérisée par un demi-grand axe de 2,52 UA, une excentricité de 0,198 et une inclinaison de 4,85° par rapport à l'écliptique.
Il fut nommé en hommage au poète lyrique grec Anacréon, 550-464 av. J.-C..

## Compléments